# Château-Chervix
Château-Chervix este o comună în departamentul Haute-Vienne din centrul Franței. În 2009 avea o populație de 778 de locuitori.

## Evoluția populației
| An        | 1975  | 1982 | 1990 | 1999 | 2006 | 2009 |
| --------- | ----- | ---- | ---- | ---- | ---- | ---- |
| Populație | 1.019 | 909  | 801  | 710  | 764  | 778  |